# ヤヤ・サノゴ
ヤヤ・サノゴ（Yaya Sanogo, 1993年1月27日 - ）は、フランス・マシー出身のサッカー選手。アルメニア・プレミアリーグ・FCウラルトゥ所属。ポジションはFW。

## 経歴
コートジボワール人とマリ人の両親をもち、2000年にCMSパンタンのユースチームでキャリアをスタートさせた。その後複数クラブを渡り歩いたのちにAJオセールのユースチームに移籍。下部リーグで14試合で25ゴール、17アシストを記録した。
2009年にプロ契約を結び、2010年1月26日、クープ・ドゥ・フランスのCSスダン・アルデンヌ戦でプロデビューを果たした。5月5日、オリンピック・リヨン戦でリーグ戦初出場を果たした。
2010-2011シーズンはリザーブチームでスタートした、2010年9月18日、FCミュルーズ戦で脛骨を骨折し長期離脱することとなった。2011年11月6日、トゥールーズFC戦でプロ初得点を記録した。2013年2月1日、スタッド・ラヴァル戦で4得点を記録した。
2013年7月、アーセナルFCへ完全移籍。
2014-15年シーズン後半はクリスタル・パレスFCに期限付き移籍。
2015-16年シーズンはオランダ・エールディヴィジのアヤックスに期限付き移籍。親善試合では好調ぶりを見せたが、フランク・デ・ブールの信頼を掴めず途中出場3試合のみに終わり、2016年2月からはイングランド・チャンピオンシップ（2部相当）のチャールトンに期限付き移籍。

## 代表歴
フランス代表としてUEFA U-17欧州選手権2010に出場した。

## タイトル

### クラブ
アーセナルFC
- FAカップ 2013-14, 2016-17
- FAコミュニティ・シールド 2014

### 代表
- FIFA U-20ワールドカップ（2013年）